# Sens unique (film)
Pour les articles homonymes, voir Sens unique et No Way Out.
Pour plus de détails, voir Fiche technique et Distribution.
Sens unique ou Impasse (No Way Out) est un film américain réalisé par Roger Donaldson, sorti en 1987.
Il s'agit d'une adaptation cinématographique du roman Le Grand Horloger de Kenneth Fearing. Il avait déjà été adapté dans La Grande Horloge (1948) de John Farrow et « officieusement » pour Police Python 357 (1976).
Le film suit le lieutenant Tom Farrell qui est engagé par le secrétaire à la défense, David Brice, comme agent de liaison avec la CIA où il rejoint son ami d'université, Scott Pritchard. Lors d'une fête à Washington Tom commence à fréquenter Susan Atwell, maîtresse de David Brice, dont il devient rapidement l'amant à son tour. Quelques mois plus tard Susan est tuée accidentellement à la suite d'une dispute avec David Brice. Détruisant toutes les preuves, Brice et Pritchard font passer sa mort pour un meurtre commis par un espion russe du KGB qui se cacherait parmi les rangs de la CIA. Tom Farrell, chargé par Scott Pritchard de débusquer cet espion, se retrouve au pied du mur, car il sait qu'une telle taupe n'existe pas, et que toutes les preuves remontent inlassablement à lui et à sa liaison.

## Synopsis
Dans une maison aux abords de Washington, le commandant Tom Farrell (Kevin Costner), de l'US Navy, est interrogé par deux hommes, sous la surveillance d'un troisième, caché derrière une vitre teintée. Il leur explique comment il a rencontré le ministre de la Défense des États-Unis (Gene Hackman).
Lors d'une soirée électorale, le commandant Farrell et Susan Atwell (Sean Young), une autre invitée, ont une aventure qui se transforme rapidement en amour passionné. Mais Susan est la maîtresse attitrée de David Brice, le ministre de la Défense. Farrell est un des subordonnés de Brice, et chargé des relations avec la direction des renseignements ; il lui a été présenté par Scott Pritchard (Will Patton), un ancien camarade d'études, conseiller privé du ministre. Tom supporte mal cette situation, et Susan lui promet de rompre avec le ministre. Mais celui-ci prend mal son remplacement, et tue accidentellement Susan, en l'absence de témoins.
Pritchard, prévenu, élabore une stratégie pour éviter la ruine politique du ministre : il fait croire que l'autre amant de Susan est un agent soviétique, Youri, taupe au Pentagone. La CIA a depuis longtemps une théorie selon laquelle il y aurait un espion à un échelon assez élevé dans cette administration : il suffit de se fonder sur cette possibilité afin de retrouver et de faire accuser ce Youri de la mort de Susan. C'est Farrell que Pritchard et Brice chargent d'enquêter, sous le contrôle direct et constant de Pritchard.
Tout en essayant de couvrir ses traces, Tom empêche que deux sbires de Pritchard ne s'occupent de la meilleure amie de Susan, Nina Beka (Iman), qui l'a déjà vu. Il demande également à son vieil ami le docteur Hesselman (George Dzundza), chargé des analyses des preuves trouvées dans l'appartement de Susan, de lui donner du temps pour confondre Brice. Afin de le convaincre, il lui explique les liens qui les liaient lui, Susan et Brice. Mais Hesselman, inquiet pour la santé mentale de Farrell, se confie à Pritchard en privé. Pritchard, affolé de voir que son ami les trahit lui et le ministre depuis le début, tue Hesselman.
Farrell, qui a réussi à établir le lien entre Susan et Brice, par l'intermédiaire d'un cadeau qui lui avait été offert par un dignitaire étranger, se rend dans le bureau du ministre et lui ordonne de mettre fin à l'enquête. Scott survient et explique à Brice que Farrell est le fameux Youri. C'en est trop pour Brice, qui gérait de moins en moins la pression de cette enquête : il reconnaît devant Farrell avoir tué accidentellement Susan. Puis il lui propose de faire porter le chapeau à Pritchard : celui-ci, homosexuel, aurait été jaloux de la relation entre Susan et Brice et aurait assassiné volontairement la jeune femme. Devant cette ultime trahison d'un homme auquel il était entièrement dévoué, Pritchard se suicide devant eux.
Brice retrouve son self-contrôle et explique aux enquêteurs que Pritchard était Youri. Farrell s'arrange néanmoins pour que la CIA, dirigée par un ennemi politique de Brice, reçoive les documents permettant de le confondre. Puis il se rend sur la tombe de Susan, où les deux individus qui l'interrogeaient au début le retrouvent. Leurs échanges houleux sont interrompus par l'apparition d'un troisième personnage : le logeur de Farrell, Schiller (Michael Shillo). Celui-ci s'adresse en russe à Tom, qui lui répond dans la même langue. Schiller lui explique que, compte tenu de la tournure des événements, sa mission d'infiltration est terminée. Tom, furieux, dit vouloir rester aux États-Unis ; Schiller le laisse partir en disant à ses hommes qu'il reviendra : « plus rien ne le retient ici ».

## Fiche technique
- Titre français : Sens unique
- Titre québécois : Impasse
- Titre original : No Way Out
- Réalisation : Roger Donaldson
- Scénario : Robert Garland (en), d'après le roman Le Grand Horloger de Kenneth Fearing
- Photographie : John Alcott
- Montage : William Hoy et Neil Travis
- Musique : Maurice Jarre
- Décors : J. Dennis Washington (de)
- Producteurs : Robert Garland (en), Laura Ziskin, Glenn Neufeld (associé), Mace Neufeld (délégué)
- Société de production : Orion Pictures
- Société de distribution : Orion Pictures (États-Unis), 20th Century Fox (France)
- Budget : 15 000 000 $
- Pays de production :  États-Unis
- Format : Couleurs (Metrocolor) - 1,85:1 - 35 mm - son Dolby numérique
- Genre : thriller, espionnage
- Durée : 114 minutes
- Dates de sortie :
  - États-Unis : 14 août 1987
  - France : 16 décembre 1987

## Distribution
- Kevin Costner (VF : Patrick Poivey) : Tom Farrell
- Gene Hackman (VF : Jean-Claude Michel) : David Brice
- Sean Young (VF : Annie Balestra) : Susan Atwell
- Will Patton (VF : Edgar Givry) : Scott Pritchard
- Howard Duff (VF : William Sabatier) : le sénateur Duvall
- Jason Bernard (VF : Jacques Richard) : le major Donovan
- George Dzundza (VF : Roger Lumont) : Sam Hesselman
- Fred Dalton Thompson (VF : Pierre Hatet) : Marshall
- Iman (VF : Marie-Christine Darah) : Nina Beka
- Leon Russom (VF : Joël Martineau) : Kevin O'Brien
- Robert Kerman : l'agent de la CIA
- Michael Shillo (he) (VF : Jean Topart) : M. Schiller

## Production
Il s'agit d'une adaptation cinématographique du roman Le Grand Horloger de Kenneth Fearing, publié en 1946.
Le rôle de Tom Farrell est notamment proposé à de nombreux acteurs, comme Mel Gibson, Patrick Swayze, Harrison Ford, Alec Baldwin, Michael Keaton, Kurt Russell, Dennis Quaid, Bruce Willis, Richard Gere, Michael Biehn, William Hurt, Tommy Lee Jones, Jeff Bridges, Robin Williams, Tom Cruise, Sean Penn ou encore Christophe Lambert. Michelle Pfeiffer décline quant à elle celui de Susan Atwell. Priscilla Presley a souhaité avoir ce rôle, finalement revenu à Sean Young. Robert Mitchum, Paul Newman, James Coburn, Gregory Peck ont quant à eux refusé le rôle de David Brice.
Le tournage a lieu d'avril 1986 à juin 1986. Il se déroule à Washington, D. C. (Rock Creek Park, National Mall, Georgetown, Old Post Office Pavilion), en Virginie (Alexandria, le Pentagone à Arlington), dans le Maryland (Baltimore, Annapolis) ainsi qu'à Toronto au Canada pour une scène d'aéroport.
Il s'agit de la première apparition au cinéma de Brad Pitt. Il apparaît brièvement au vestiaire lors du premier banquet, et plus nettement lors du second banquet, quelques secondes au moment de la danse folklorique[réf. nécessaire].

## Autour du film
- Aux Etats-Unis, le film récolte 35 509 515 $ au box-office. En France, Sens unique attire 540 471 spectateurs en salles[3].
- Le film est dédié à la mémoire de John Alcott, le directeur de la photographie. Il est décédé d'une crise cardiaque peu de temps après la fin du tournage, en juin 1986.
- La scène dans la limousine est parodiée dans Hot Shots! 2 (1993) de Jim Abrahams.